# Mia Farrow

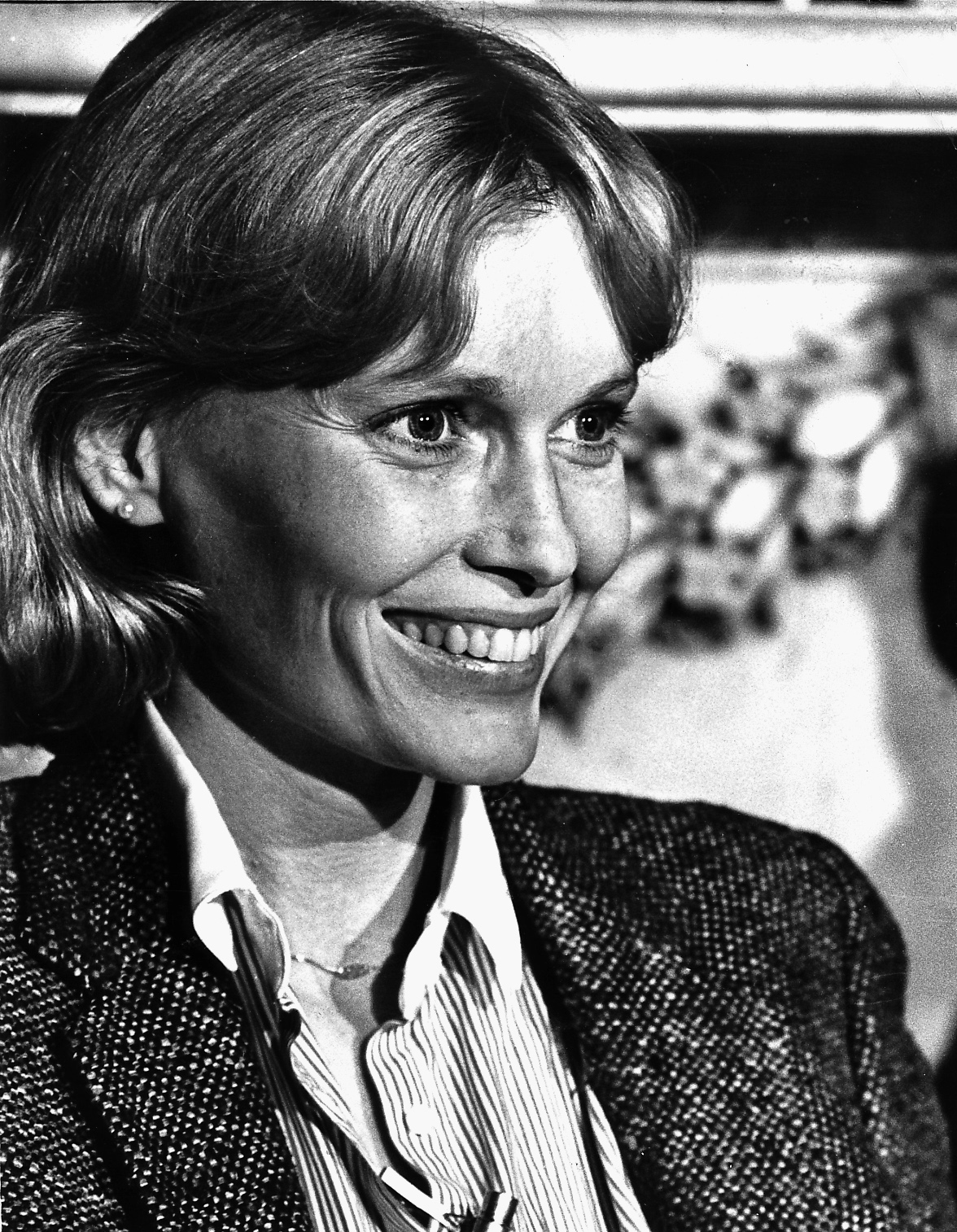
Mia Farrow em 1980

Maria de Lourdes Villiers Farrow (Los Angeles, 9 de fevereiro de 1945), mais conhecida como Mia Farrow, é uma atriz americana.
A atriz e Frank Sinatra casaram-se em 1966. Na época, Mia tinha  21 anos e Frank 50. Divorciaram-se dois anos depois, porque Farrow recusou participar de um filme com Sinatra para fazer o filme de terror Rosemary's Baby, o que a tornou conhecida. Em 2013, a atriz confessou que apesar do casamento com Sinatra ter durado apenas dois anos, o amor continuou. Revelou também que Ronan, fruto do seu relacionamento com Woody Allen, poderia não ser filho do realizador, mas sim do cantor.
Quando se separou de Frank Sinatra, foi viver em casa de Dory Prévin, a sua maior amiga, casada com o músico André Previn, do qual Mia engravidou, provocando o divórcio  do casal e a institucionalização de Dory. Depois do divórcio, Mia Farrow casou com André Prévin.
Nunca foi casada com Woody Allen, apesar do namoro ter durado 12 anos, e ter atuado em vários de seus filmes. O ex-casal, que nunca viveu junto, teve uma das mais midiáticas separações, pois a atriz descobriu que Allen mantinha um relacionamento com a filha que havia adotado junto com seu marido anterior, André Prévin, Soon-Yi Previn, com quem Allen posteriormente se casou.

## Filmografia

### Cinema
| Ano  | Título                              | Papel                               |
| ---- | ----------------------------------- | ----------------------------------- |
| 1964 | Guns at Batasi                      | Karen Erickson                      |
| 1968 | A Dandy in Aspic                    | Caroline                            |
| 1968 | Rosemary's Baby                     | Rosemary Woodhouse                  |
| 1968 | Secret Ceremony                     | Cenci                               |
| 1969 | John and Mary                       | Mary                                |
| 1971 | See No Evil                         | Sarah                               |
| 1972 | Follow Me!                          | Belinda                             |
| 1972 | Dr. Popaul                          | Christine Dupont                    |
| 1974 | The Great Gatsby                    | Daisy Buchanan                      |
| 1977 | Full Circle                         | Julia Lofting                       |
| 1978 | Avalanche                           | Caroline Brace                      |
| 1978 | A Wedding                           | Buffy Brenner                       |
| 1978 | Death on the Nile                   | Jacqueline De Bellefort             |
| 1979 | Hurricane                           | Charlotte Bruckner                  |
| 1982 | A Midsummer Night's Sex Comedy      | Ariel                               |
| 1982 | The Last Unicorn                    | Unicórnio / Amalthea                |
| 1982 | Sarah                               | Sarah                               |
| 1983 | Zelig                               | Dra. Eudora Nesbitt Fletcher        |
| 1984 | Broadway Danny Rose                 | Tina Vitale                         |
| 1984 | Supergirl                           | Alura                               |
| 1985 | The Purple Rose of Cairo            | Cecilia                             |
| 1986 | Hannah and Her Sisters              | Hannah                              |
| 1987 | Radio Days                          | Sally White                         |
| 1987 | September                           | Lane                                |
| 1988 | Another Woman                       | Hope                                |
| 1989 | New York Stories                    | Lisa                                |
| 1989 | Crimes and Misdemeanors             | Halley Reed                         |
| 1990 | Alice                               | Alice                               |
| 1991 | Shadows and Fog                     | Irmy                                |
| 1992 | Husbands and Wives                  | Judy Roth                           |
| 1994 | Widows' Peak                        | Senhorita Katherine O'Hare / Clancy |
| 1995 | Miami Rhapsody                      | Nina                                |
| 1995 | Reckless                            | Rachel                              |
| 1996 | Angela Mooney                       | Angela Mooney                       |
| 1997 | Private Parts                       | Ela mesma                           |
| 1999 | Coming Soon                         | Judy Hodshell                       |
| 2002 | Purpose                             | Anna Simmons                        |
| 2006 | The Omen                            | Sra. Baylock                        |
| 2006 | Arthur et les Minimoys              | Daisy Suchot                        |
| 2006 | The Ex                              | Amelia Kowalski                     |
| 2008 | Be Kind Rewind                      | Senhorita Falewicz                  |
| 2009 | Arthur et la Vengeance de Maltazard | Daisy Suchot                        |
| 2010 | Arthur 3: La Guerre des deux mondes | Daisy Suchot                        |
| 2011 | Dark Horse                          | Phyllis                             |

### Televisão
| Ano       | Título                             | Papel             | Notas                                                             |
| --------- | ---------------------------------- | ----------------- | ----------------------------------------------------------------- |
| 1963      | The Doctors                        | Namorada do Jimmy | Episódio: "The Stone Maiden"                                      |
| 1964–1966 | Peyton Place                       | Allison MacKenzie | 263 episódios                                                     |
| 1967      | Johnny Belinda                     | Belinda MacDonald | Telefilme                                                         |
| 1971      | Goodbye, Raggedy Ann               | Brooke Collier    | Telefilme                                                         |
| 1976      | Peter Pan                          | Peter Pan         | Telefilme                                                         |
| 1990–1991 | Long Ago and Far Away              | Narradora         | 2 episódios                                                       |
| 1998      | The Wonderful World of Disney      | Doris Koster      | Episódio: "Miracle at Midnight"                                   |
| 1999      | Forget Me Never                    | Diane McGowin     | Telefilme                                                         |
| 2000–2003 | Third Watch                        | Mona Mitchell     | 5 episódios                                                       |
| 2001      | A Girl Thing                       | Betty McCarthy    | Telefilme                                                         |
| 2002      | The Secret Life of Zoey            | Marcia Carter     | Telefilme                                                         |
| 2004      | Samantha: An American Girl Holiday | Grandmary Edwards | Telefilme                                                         |
| 2016      | Documentary Now!                   | Ela mesma         | Episódio: "Mr. Runner Up: My Life as an Oscar Bridesmaid, Part 1" |
| 2022      | The Watcher                        | Pearl Winslow     | 7 episódios                                                       |

### Teatro
| Ano  | Título                   | Papel                       | Notas        |
| ---- | ------------------------ | --------------------------- | ------------ |
| 1979 | Romantic Comedy          | Phoebe Craddock             | Broadway     |
| 1996 | Getting Away With Murder | Voz da esposa do Dr. Bering | Broadway     |
| 2002 | The Exonerated           | Sunny Jacobs                | Off-Broadway |
| 2005 | Fran's Bed               | Fran                        | Off-Broadway |
| 2014 | Love Letters             | Melissa Gardner             | Broadway     |
| 2024 | The Roommate             | Sharon                      | Broadway     |

## Prêmios
- Quatro indicações ao Globo de Ouro na categoria de melhor atriz - comédia / musical, por John and Mary (1969), Broadway Danny Rose (1984), A Rosa Púrpura do Cairo (1985) e Simplesmente Alice (1990).
- Uma indicação ao Globo de Ouro na categoria de melhor atriz - drama, por O Bebê de Rosemary (1968).
- Uma indicação ao Globo de Ouro na categoria de melhor atriz - minissérie / filme para a TV, por Momentos Esquecidos (1999).
- Cinco indicações ao BAFTA na categoria de melhor atriz, por John and Mary (1969), Secret Ceremony (1968), O Bebê de Rosemary (1968), A Rosa Púrpura do Cairo (1985) e Hannah e Suas Irmãs (1986).
- Uma indicação ao Framboesa de Ouro na categoria de pior atriz, por Sonhos Eróticos de uma Noite de Verão (1982).
- Série "Peyton place" (A Caldeira do diabo), 1964-169, interpretando " Allison Mackenzie"

## Engajamento humanitário
Em 2000 Mia Farrow foi nomeada embaixadora da boa vontade da UNICEF. Nessa função ela lutou principalmente para a erradicação da poliomielite. Em 2001 a atriz viajou para a Nigéria e em 2010 para o Chade para promover campanhas de vacinação de larga escala.
Outras viagens a levaram desde 2004 à região de Darfur, envolta em crise, para conscientizar as pessoas da situação dos refugiados sudaneses e do sofrimento das pessoas do local. Em junho de 2006 foi acompanhada pelo filho Ronan. A seguir ambos foram a Berlim e prestigiaram a exposição dos United Buddy Bears como parte de um evento beneficente e de ajuda prestada pela Unicef ao Sudão.